# Cascada Ghega
Cascada Ghega (în georgiană გეგის ჩანჩქერი, transliterat: Gegis Chanchkeri, în rusă Гегский водопад, transliterat: Gherskii volodaia), cunoscută și sub numele de Cascada Cercheză (în rusă Черкесский водопад, transliterat: Cerkesskii volodaia), este o cascadă din Abhazia (republică autonomă a Georgiei) cu o înălțime de aproximativ 70 de metri (conform altor surse, 50-55 m). Este situată pe versantul nordic al lanțului muntos Gagra⁠(d) la o altitudine de 650 de metri deasupra nivelului mării, pe cursul râului Ghega⁠(d), la șase kilometri de confluența acestuia cu râul Iupșara⁠(d).

## Geografie
Râul Ghega⁠(d), lung de 25 km (cel mai mare dintre afluenții de dreapta ai râului Bzîb⁠(d)) curge printr-un defileu îngust și foarte pitoresc, formând în cursul său numeroase repezișuri și cascade. Într-una din secțiuni, o parte a râului este ascunsă într-o crăpătură carstică (această grotă-crevasă se numește Cascada Cercheză⁠(d)) și, după ce parcurge un drum lung prin grote și coridoare subterane, se termină cu o cascadă. În imediata apropiere a locului în care apa râului Ghega iese la suprafață s-a format o grotă care pătrunde adânc în munte și are o lungime totală de 315 metri și o diferență de înălțime de la punctul de intrare până la vârf de 100 de metri. Peștera a fost cercetată în anul 1984 de speologii din Siberia.
Apa din cascadă este aproape înghețată, iar la poalele muntelui, unde cade masa de apă, un strat de zăpadă se păstrează parțial pe tot parcursul verii. În partea stângă a cascadei se află o grotă formată de apa care iese din crevasele laterale. Apa din crevase este renumită pentru puritatea ei și este considerată a fi foarte bună de băut. Deschiderea grotei are aproximativ 15 m înălțime și 35 m lățime.
Cascada Ghega este o destinație turistică foarte populară în Abhazia, în ciuda ocupației ruse a acestei părți a Georgiei și a aglomerării districtului Gudauta⁠(d) cu trupe de ocupație.

## Apariția în filme
Cascada Ghega a apărut în scene din mai multe filme sovietice precum Rikki-Tikki-Tavi⁠(d) (1975) și Sportloto-82⁠(d) (1982), în mai multe scene din serialul georgian Berega⁠(d) (1977–1978) (inspirat din romanul Data Tutașhia⁠(d) al lui Ciabua Amiredjibi) și mai ales în scena luptei dintre Sherlock Holmes și profesorul Moriarty de pe marginea Cascadei Reichenbach din filmul de televiziune sovietic Aventurile lui Sherlock Holmes și ale doctorului Watson⁠(d) (1980).

## Galerie

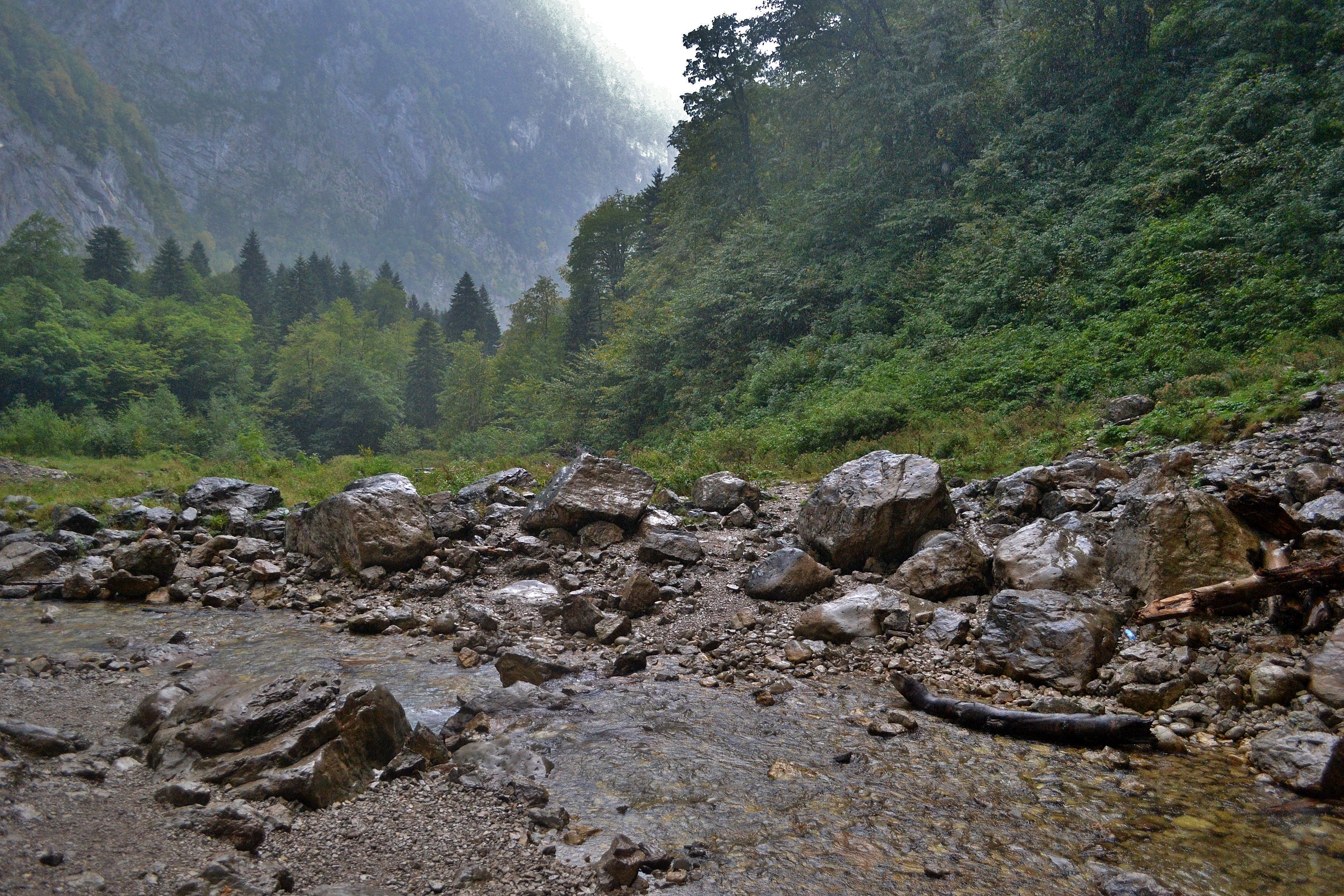
Cascada Ghega. Fluxul de apă după ieșirea din grotă.
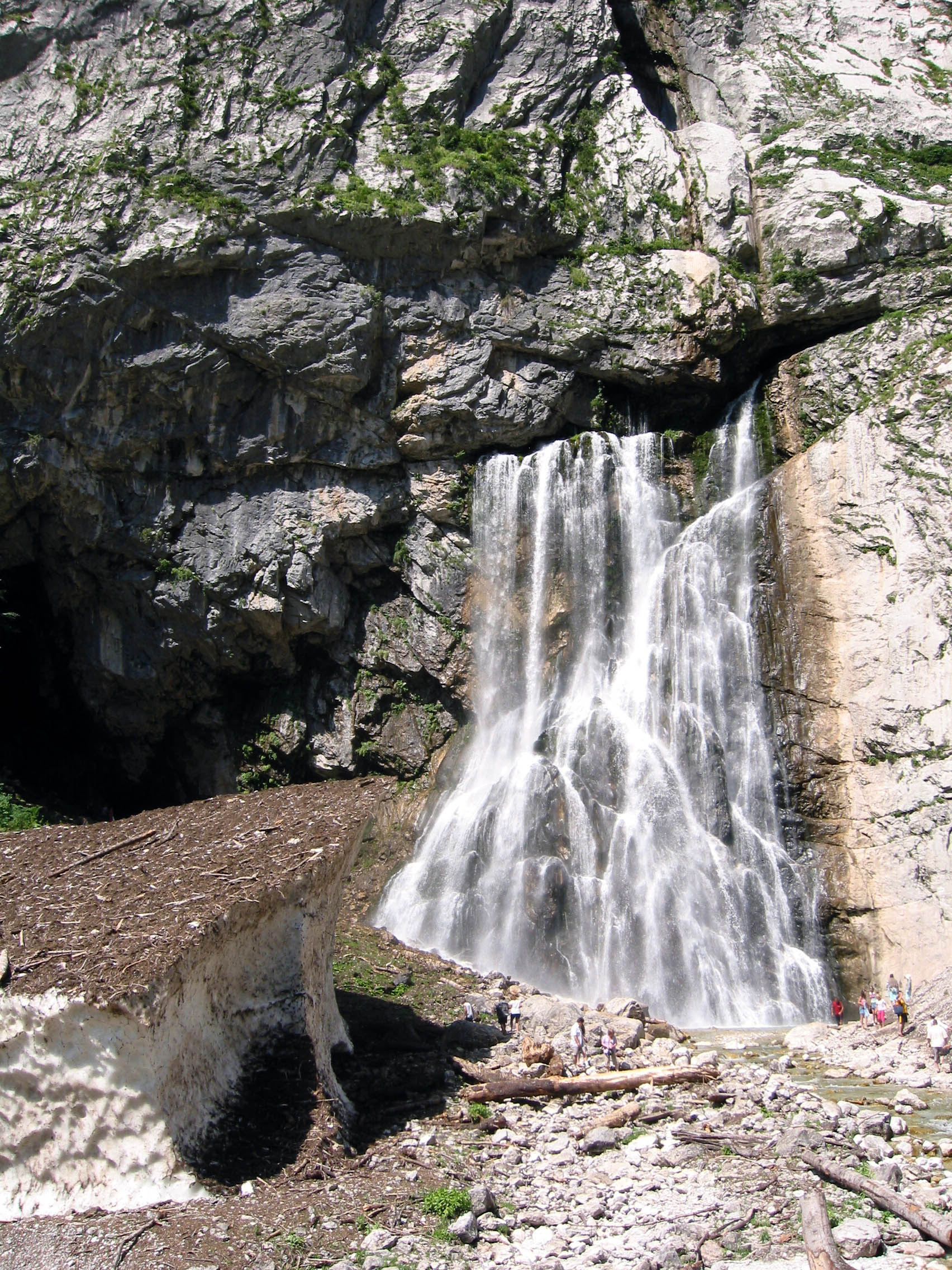
Cascada Ghega. Ghețarul este vizibil în stânga.
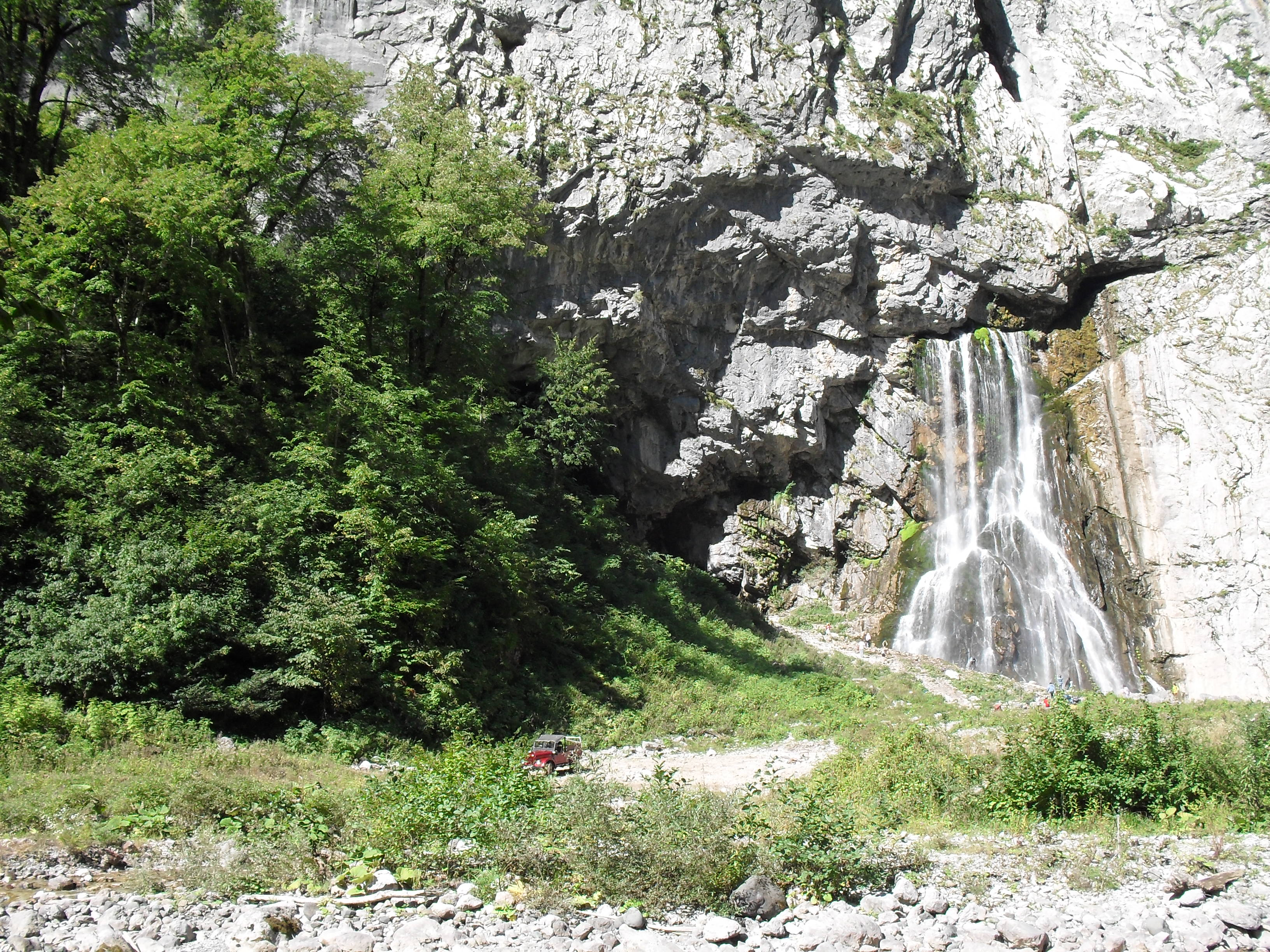
Cascada Ghega văzută de la distanță
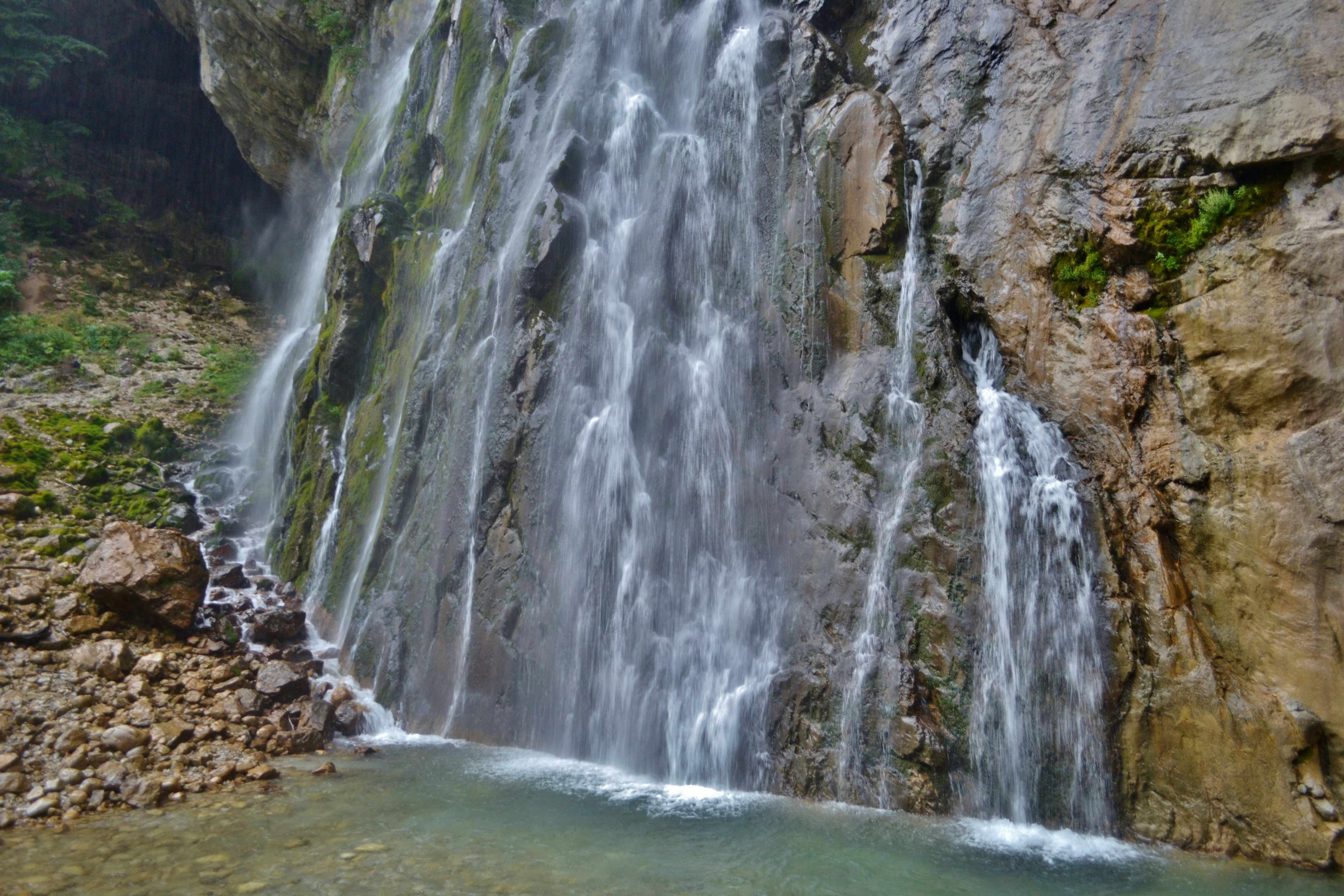
Cascada Ghega. În partea stângă sus este intrarea în grotă.
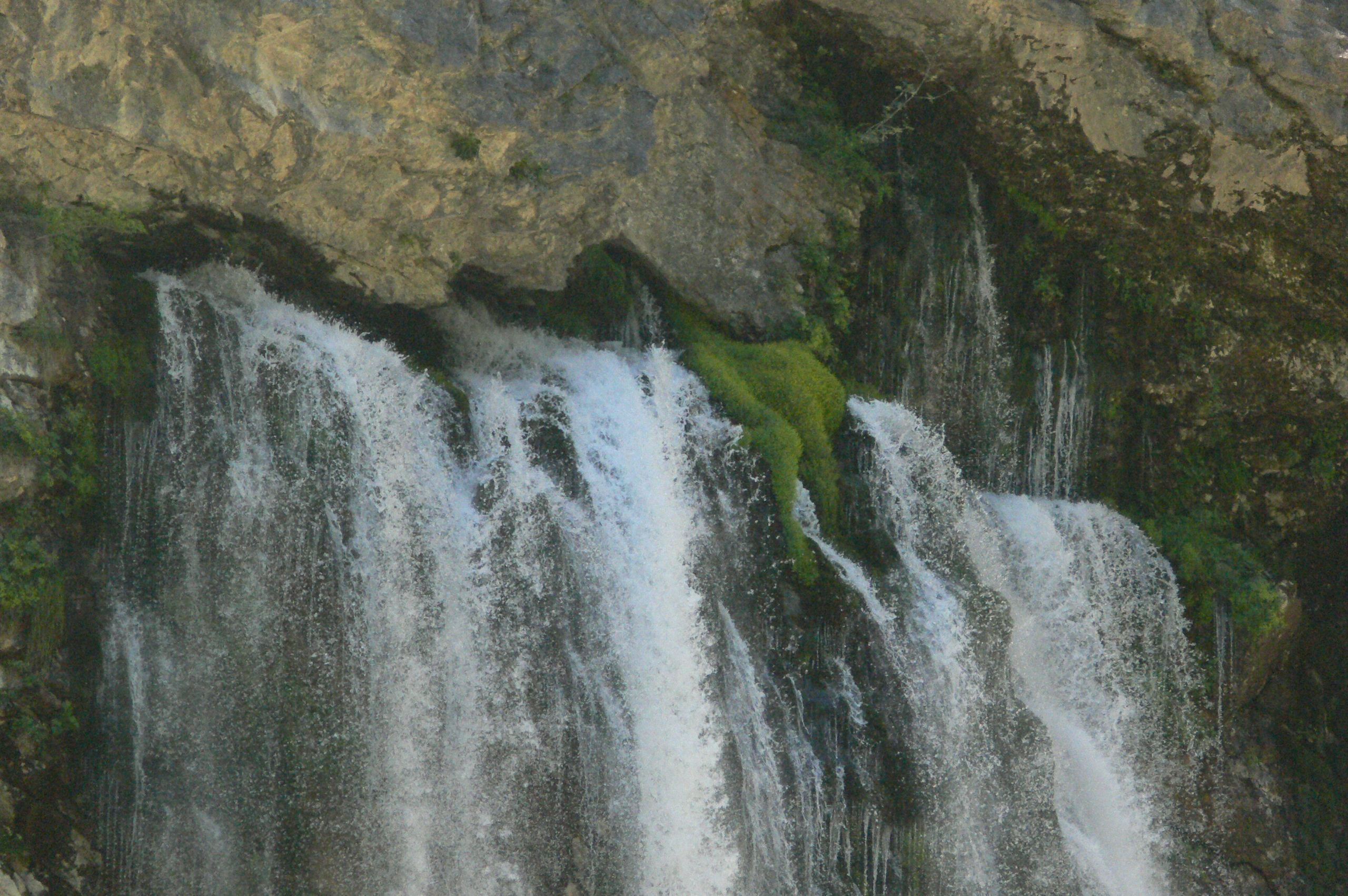
Ieșirea apei din grotă